# 訃報 2005年5月
訃報 2005年5月（ふほう 2005ねん5がつ）では、2005年（平成17年）5月中に物故した、又は物故が報じられた人物についてまとめる。

## （1日 - 15日）

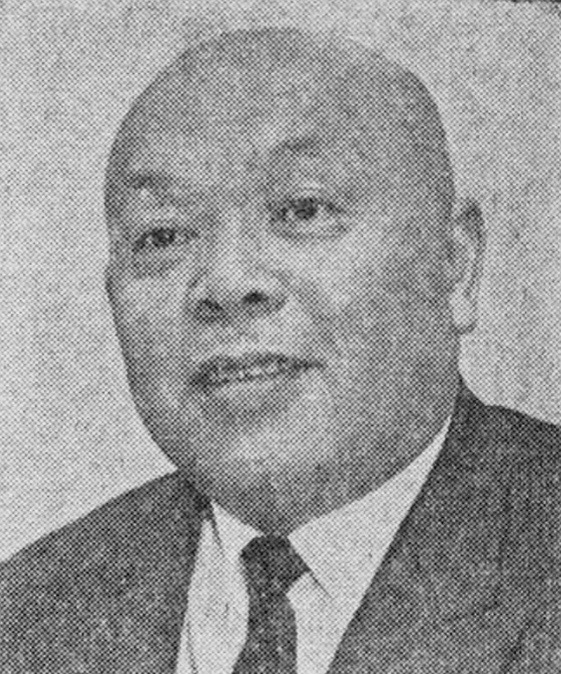
和泉覚／5月7日没

- 5月2日 - 吉岡専造、写真家（* 1916年）
- 5月4日 - 渡辺正雄、科学史家（* 1920年）
- 5月5日 - 遠藤浩、法学者（* 1921年）
- 5月5日 - 片岡勝治、教育者、労働運動家、政治家（* 1924年）
- 5月6日 - 小林勝彦、俳優、声優（* 1937年）
- 5月7日 - 和泉覚、創価学会理事長（第4代）・政治家（* 1912年）
- 5月7日 - 犬養廉、日本文学者（* 1922年）
- 5月8日 - 野田武義、政治家（* 1927年）
- 5月10日 - 今久留主功、元プロ野球選手（* 1925年）
- 5月11日 - 堀口定義、詩人・官僚（* 1914年）
- 5月12日 - 鰺坂二夫、教育学者（* 1909年）
- 5月12日 - 田中尊、元プロ野球選手・コーチ（* 1936年）
- 5月15日 - 島津久子、華族（* 1898年）
- 5月15日 - 土居良三、伝記作家（* 1921年）

## （16日 - 31日）

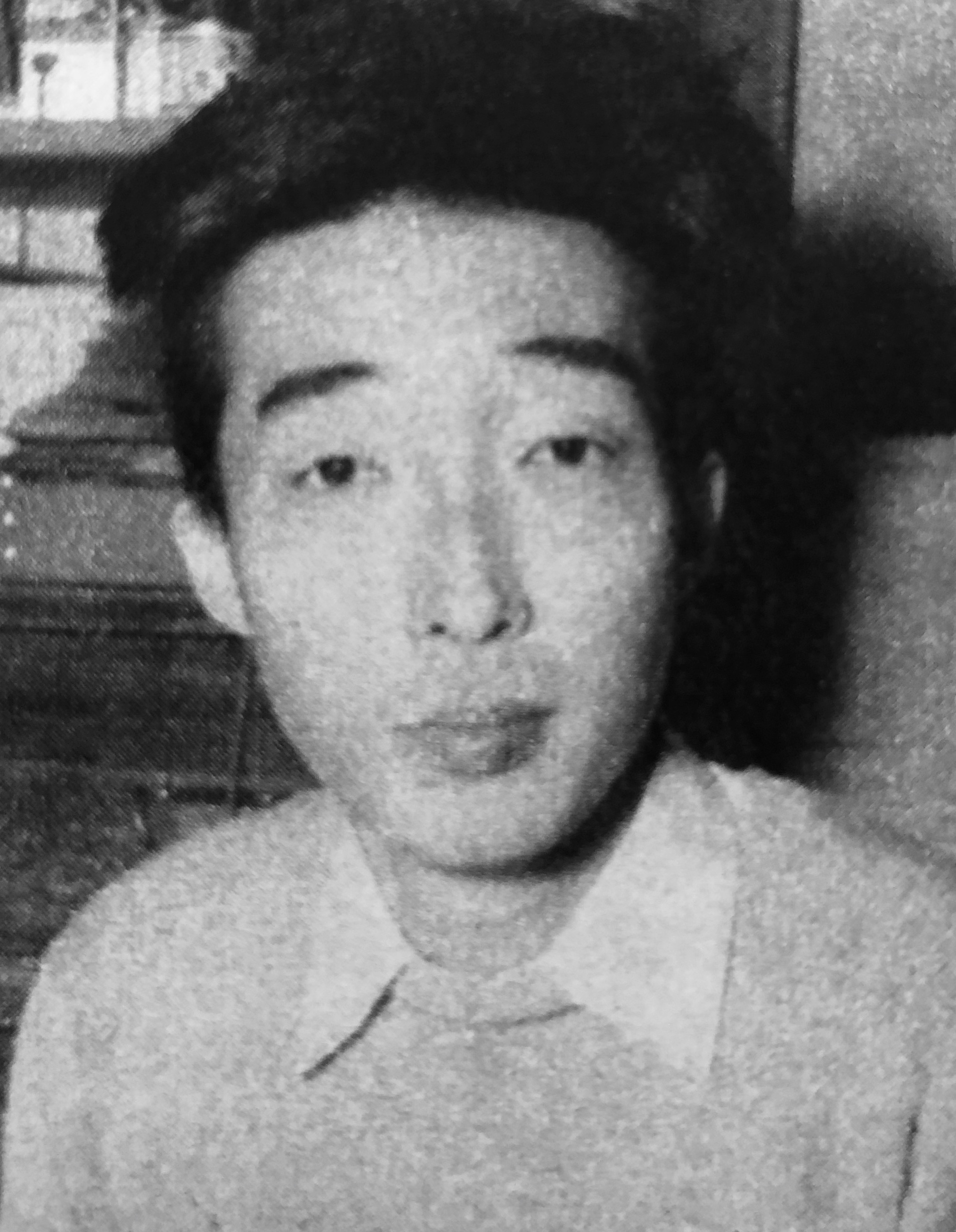
岡部冬彦／5月16日没

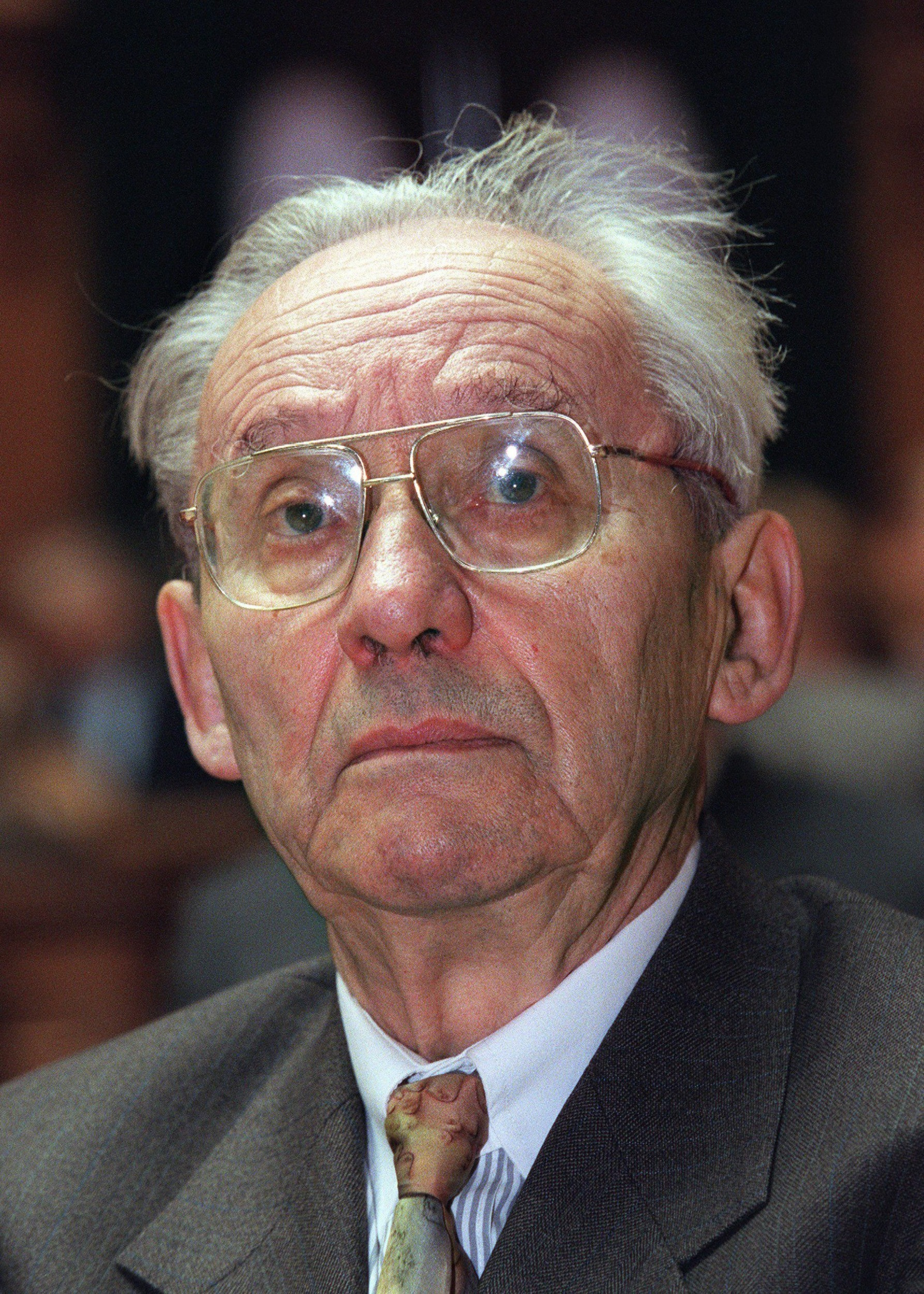
ポール・リクール／5月20日没

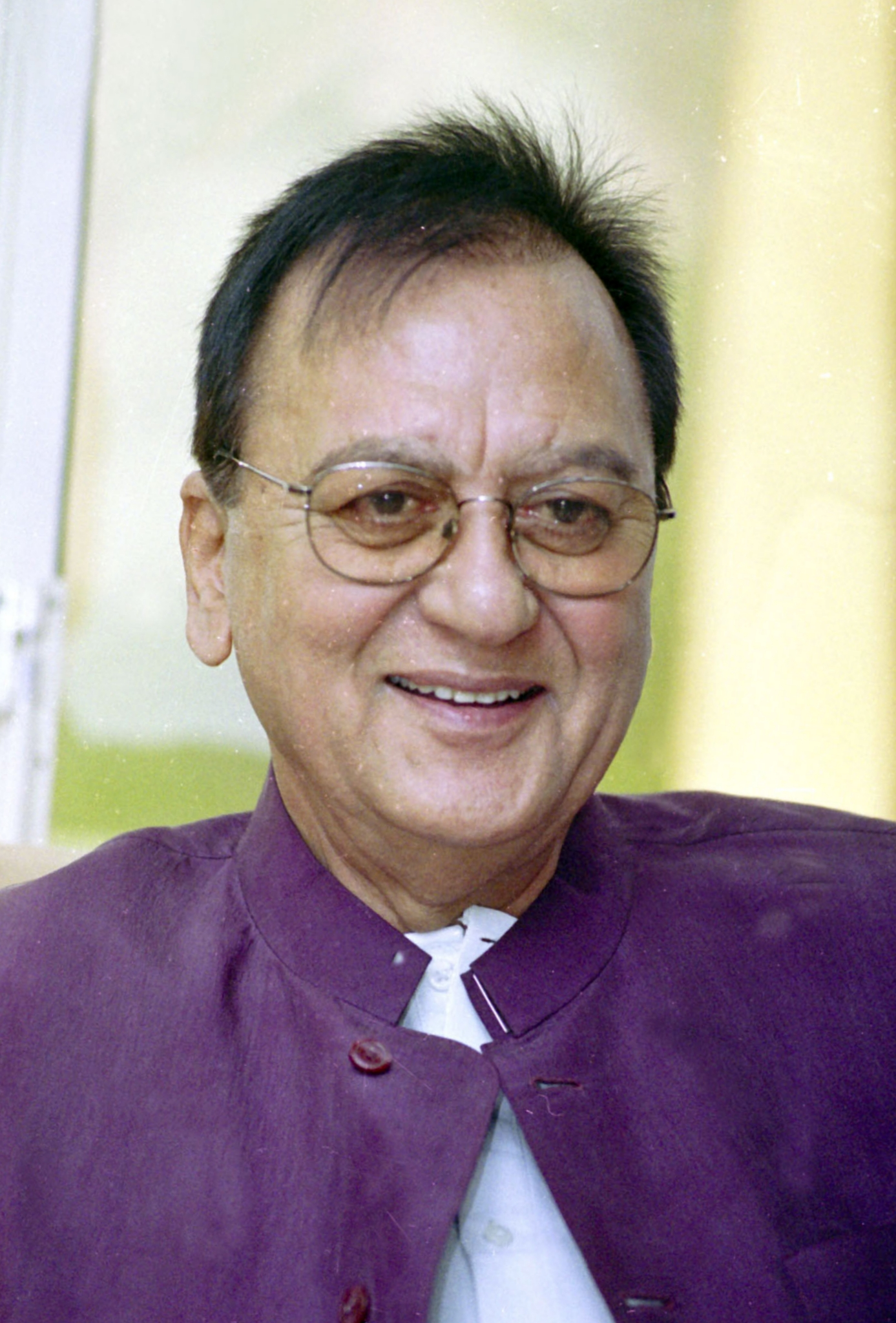
スニール・ダット／5月25日没

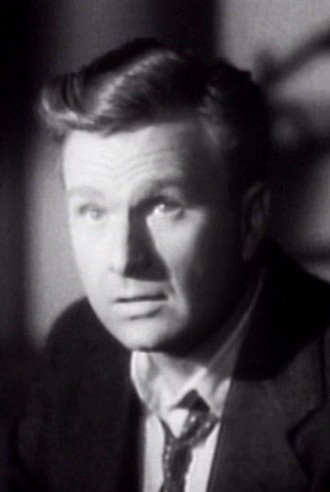
エディ・アルバート／5月26日没

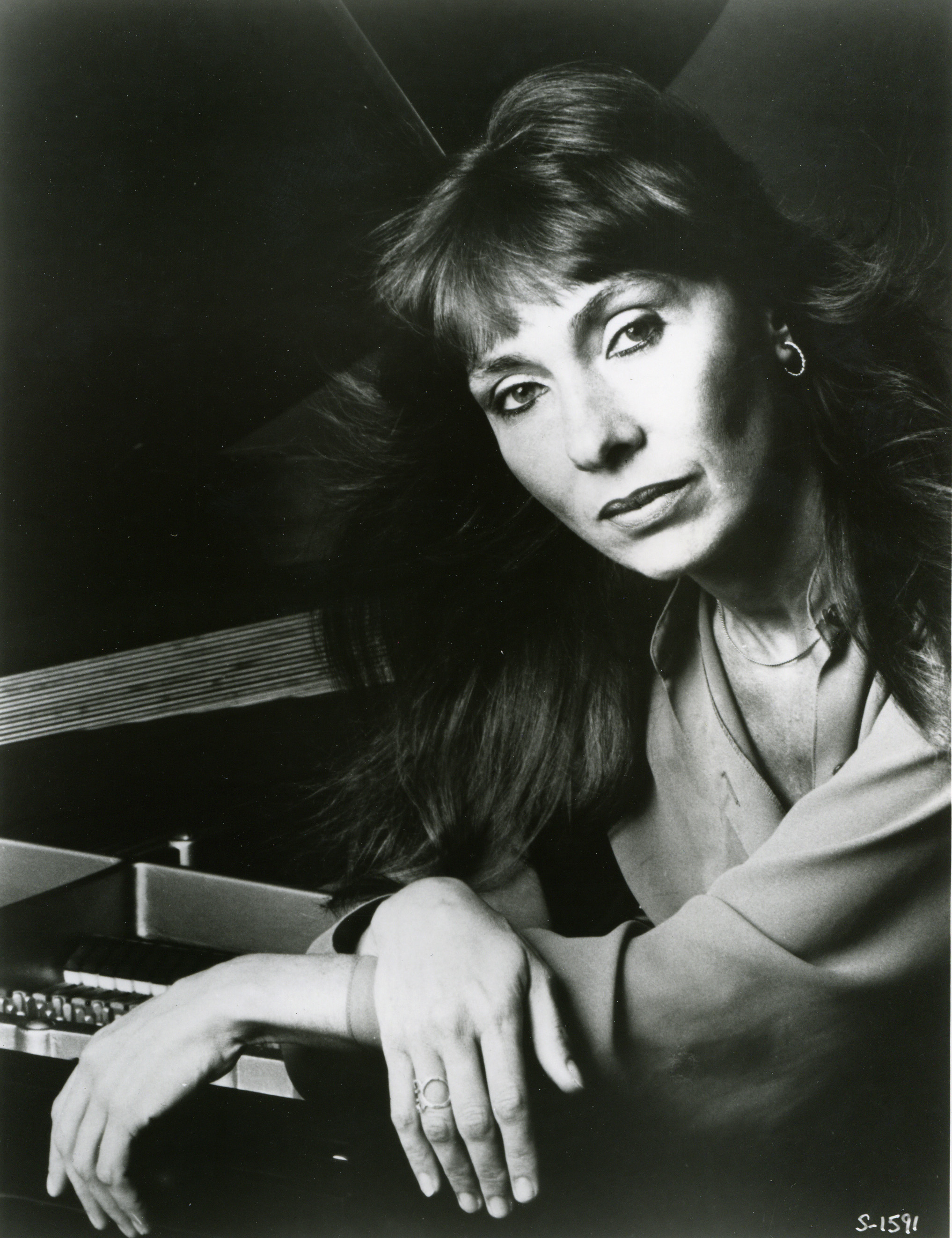
ルース・ラレード／5月26日没

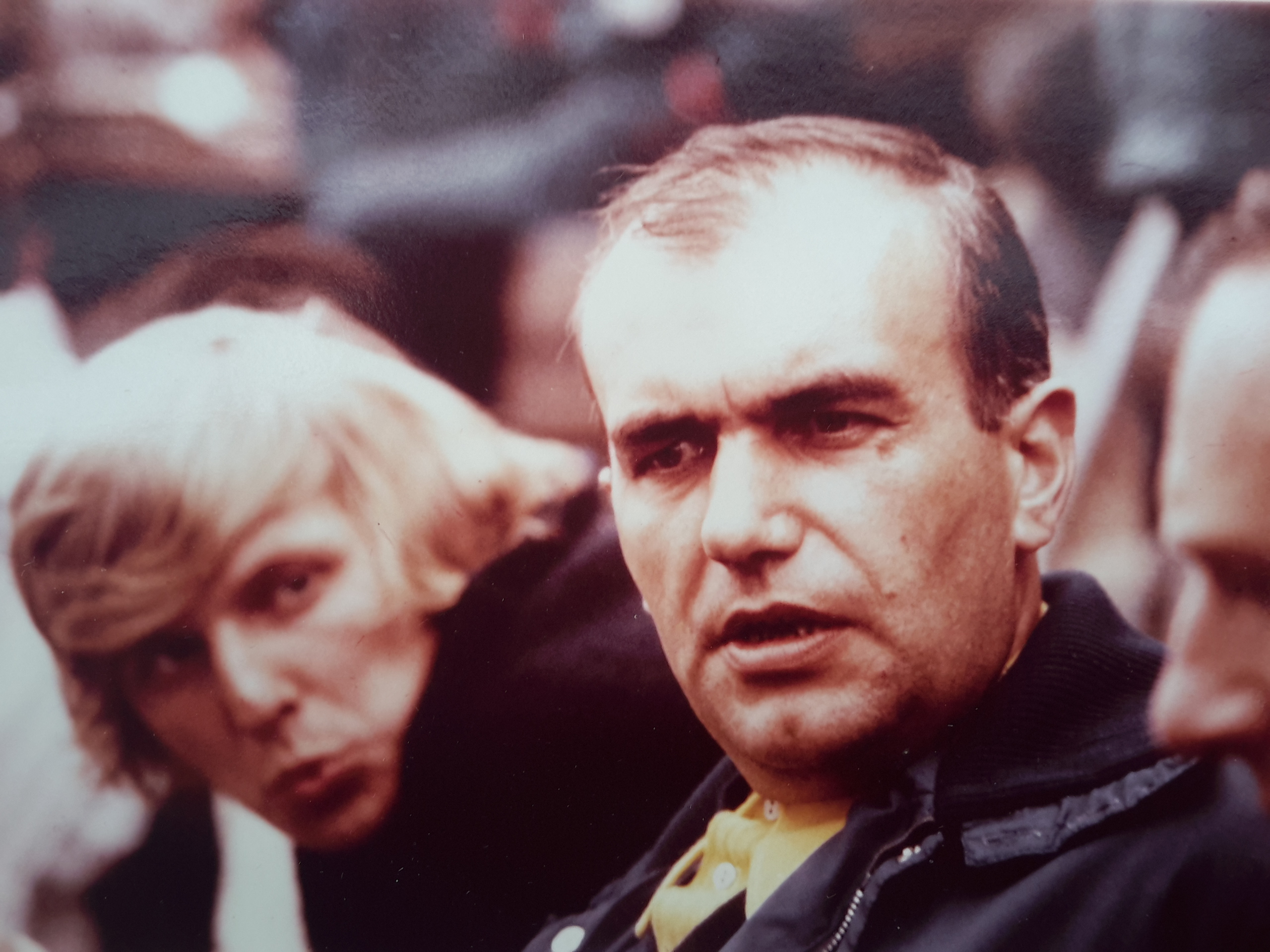
ジョニー・セルボ＝ギャバン／5月29日没

- 5月16日 - 細谷俊夫、教育学者（* 1909年）
- 5月16日 - 岡部冬彦、漫画家（* 1922年）
- 5月17日 - 池田純一、元プロ野球選手（* 1946年）
- 5月20日 - 神田坤六、元群馬県知事（* 1908年）
- 5月20日 - ポール・リクール、思想家（* 1913年）
- 5月22日 - 国友忠、浪曲師（* 1919年）
- 5月23日 - 岡枝慎二、字幕翻訳家（* 1929年）
- 5月23日 - 石田徹也、画家（* 1973年）
- 5月24日 - 石津謙介、ファッションデザイナー・「VAN」ブランド創設者（* 1911年）
- 5月24日 - 水野義久、北海道大学名誉教授（* 1919年）
- 5月25日 - スニール・ダット、政治家、俳優（* 1929年）
- 5月26日 - エディ・アルバート、俳優（* 1906年）
- 5月26日 - ルース・ラレード、ピアニスト（* 1937年）
- 5月28日 - 高木昇、電気工学者（* 1908年）
- 5月29日 - ジョニー・セルボ＝ギャバン、元レーシングドライバー（* 1942年）
- 5月30日 - 貴ノ花健士（二子山満）、日本相撲協会事業部長（* 1950年）
- 5月31日 - 牧二郎、京都大学名誉教授（* 1929年）